# Валда
Във фантастичната Средна земя на фентъзи-писателя Джон Роналд Руел Толкин Валда (на английски: Walda) е дванадесетия по ред крал на Рохан.
Валда е син на крал Брита и става крал след смъртта на баща си през 2842 г. от Третата епоха на Средната земя.
Още в младите си години Валда е включен в армията на баща си, която се опитва да избие орките, навлезнали на територията на Рохан през управлението на Брита. По време на коронацията на Валда през 2842 г. Т.Е. всички мислят, че всички орки са избити или прогонени от Рохан.
Валда бива убит от орки, които са се укрили и не са избити от армията на Рохан. Валда умира през 2851 г. Т.Е., след като е управлявал девет години. Наследен е от сина си Фолка, който отмъщава за смъртта на баща си като организира излавянето на всички останали в Рохан орки.